# Nomascus gabriellae
Nomascus gabriellae (Номаскус бурощокий) — вид приматів з роду Nomascus родини Гібонові.

## Поширення
Країни поширення: Камбоджа; Лаос; В'єтнам. Живе в тропічних лісах. 

## Морфологія
Ці тварини можуть досягати довжини тіла близько 60 сантиметрів і ваги близько семи кілограмів; на відміну від інших гібонів, самиці, як правило, трохи менші. Ці тварини зі струнким тілом, довгими руками і зниклим хвостом. Як і у всіх гібонових, статі істотно розрізняються за кольором хутра. Самці в основному чорного кольору, але є жовто-коричневі клапті з боків обличчя від шиї до рівня очей. Самиці, однак, червонувато-коричневі і мають темну пляму зверху голови. Груди, пальці та зовнішні сторони рук може бути сірими.

## Стиль життя
Харчується в основному фруктами і листям, доповненням можуть бути квіти і комахи. Як і всі гібонові це денний і деревний вид. Живе сімейними групами по 3—5 осіб. Вони населяють фіксовану територію, яку позначають піснями, виконаними дуетом. Дорослі гібони зазвичай живуть у кронах дерев, де у них немає природних ворогів, крім людини.
Приблизно через сім місяців вагітності, самиця народжує одне дитинча. Незалежно від статі діти спочатку жовто-коричневого кольору, потім, приблизно через рік набувають чорного кольору. Тільки з настанням статевої зрілості (імовірно від 6 до 8 років) самиця знову міняють колір хутра на коричневий. Очікувана тривалість життя в неволі до 50 років.

## Загрози та охорона
Основною загрозою є полювання, але області на півдні В'єтнаму сильно деградують. Цей вид занесений в Додаток I СІТЕС. Проживає в деяких ПОТ.